# Lobulus paracentros
De  lobulus paracentros  is een kwabje aan het mediale deel van de grote hersenen.  De lobulus paracentros wordt in sommige werken opgedeeld in een voorste winding, de gyrus paracentros anterior, als onderdeel van de frontale kwab en een achterste winding, de gyrus paracentros posterior, als onderdeel van de pariëtale kwab.
De achtergrens van lobulus paracentros wordt gevormd door de ramus marginalis sulci cinguli. en de ondergrens door de sulcus cinguli.

## Schorsvelden
In de hersenkaart van Brodmann bedekt het achterste deel van area frontalis agranularis (area 6), het voorste deel van de lobulus paracentros. Aansluitend ligt de area gigantopyramidalis (area 4).

## Naamgeving
Paracentros in de naam lobulus paracentros duidt aan dat dit kwabje naast (Grieks: παρά pará, naast) de gyri prae- en postcentralis ligt. De gyri prae- en postcentralis liggen op hun beurt respectievelijk voor en achter de sulcus centralis.
Het Latijnse woord centrum is een leenwoord uit het Grieks (κέντρον kéntron). Gegeven het feit dat in het klassieke Latijn bij de Romeins schrijver en wetenschapper Plinius de Oudere dit Griekse leenwoord een Latijnse uitgang kreeg, namelijk -alis in centralis, werd het woord gedeeltelijk als niet-vreemd beschouwd. Echter, samengestelde woorden bestaande uit κέντρον met een ander Grieks deel, behouden wel hun Griekse uiterlijk in het klassieke Latijn, zoals eccentros (Grieks: ἔκκεντρος). Overeenkomstig is het bijvoeglijk naamwoord paracentros gevormd. De veelvoorkomende vorm (lobulus) paracentralis is niet overeenkomstig de regels van het klassieke Latijn (en Oudgrieks) gevormd.